# Jermain Nischalke
 Jermain Hilário Nischalke (* 26. März 2003 in Berlin) ist ein deutsch-angolanischer Fußballspieler.

## Karriere
Nach seinen Anfängen in der Jugend des Berliner Sport-Club und von Hertha 03 Zehlendorf wechselte er im Sommer 2016 in die Jugendabteilung des 1. FC Union Berlin. Für seinen Verein bestritt er zehn Spiele in der B-Junioren-Bundesliga, bei denen ihm zwei Tore gelangen. Anfang Januar 2020 wechselte er in die Jugendabteilung von Dynamo Dresden und bestritt vier Spiele in der B-Junioren-Bundesliga bis zum Saisonabbruch in Folge der COVID-19-Pandemie. Im Sommer 2020 erfolgte sein Wechsel in die Jugendabteilung des Chemnitzer FC. Dort kam er neben zehn Spielen in der A-Junioren-Bundesliga, bei denen ihm ein Tor gelang, auch zu seinen ersten Einsätzen im Seniorenbereich in der Regionalliga Nordost. Anfang Januar 2022 wechselte er in die Jugendabteilung des 1. FC Magdeburg, für die er in der A-Junioren-Bundesliga sieben Tore in 10 Spielen erzielen konnte und im Finale des Landespokals Sachsen-Anhalt 2022 mit seinem Tor zum zwischenzeitlichen 3:0 zum 5:0-Sieg gegen den FC Einheit Wernigerode beitrug.
Im Sommer 2022 wechselte er zur zweiten Mannschaft des 1. FC Nürnberg in die Regionalliga Bayern. Im Dezember 2022 unterzeichnete er bei seinem Verein seinen ersten Profivertrag und kam dort auch zu seinem ersten Einsatz im Profibereich in der 2. Bundesliga, als er am 29. Januar 2023, dem 18. Spieltag, bei der 0:1-Heimniederlage gegen den FC St. Pauli in der 81. Spielminute für Mats Møller Dæhli eingewechselt wurde.
Anfang August 2023 wechselte Nischalke bis zum Ende der Saison 2023/24 auf Leihbasis in die 3. Liga zur zweiten Mannschaft von Borussia Dortmund. Dort konnte er sich unter Jan Zimmermann allerdings nicht durchsetzen und kam nur auf 12 Ligaeinsätze (einmal in der Startelf) ohne Torerfolg.
Zur Saison 2024/25 kehrte Nischalke nicht mehr nach Nürnberg zurück, sondern wechselte fest in die Regionalliga Südwest zum FC 08 Homburg, bei dem er einen Einjahresvertrag unterschrieb.
Am 3. Februar 2025 wechselte er in die Regionalliga Bayern zur SpVgg Bayreuth.

## Erfolge
- Sachsen-Anhalt-Pokal-Sieger: 2022

## Trivia
Sein Wechsel zu Borussia Dortmund 2023 wurde aufgrund der Rivalität zum FC Schalke 04 medial beachtet, da sein Nachname wie „nie Schalke“ klingt.